# Função aritmética
Em teoria dos números, uma função aritmética é uma função f(n) de valor real ou complexa definida sobre o conjunto dos números naturais (i.e. inteiros positivos) que "expressam alguma propriedade aritmética de n.".
Um exemplo de uma função aritmética é o caráter não-principal (mod 4) definido por
{\displaystyle \chi (n)=\left({\frac {-4}{n}}\right)=\left\{{\begin{array}{cl}0&{\mbox{se }}n{\mbox{ é par}},\\1&{\mbox{se }}n\equiv 1\mod 4,\\-1&{\mbox{se }}n\equiv 3\mod 4.\end{array}}\right.}     onde {\displaystyle ({\tfrac {-4}{n}})} é o Delta de Kronecker
Para enfatizar que representam elementos da imagem de uma função aritmética - em vez de seqüências - tais valores são normalmente identificados por a(n) ao invés de an. Destaque-se que uma sequência é, de fato, uma função, definida como uma regra {\displaystyle f:\mathbb {N} \to \mathbb {X} }, em que {\displaystyle \mathbb {X} } é qualquer subconjunto não vazio de {\displaystyle \mathbb {C} }.
Existe uma classe maior de funções em teoria dos números que não se encaixam na definição acima, por exemplo, as funções de contagem de primos. Este artigo fornece ligações para as funções de ambas as classes.

## Notação
{\displaystyle \sum _{p}f(p)\;}   e   {\displaystyle \prod _{p}f(p)\;}   significa que a soma ou produto envolve a aplicação da função ƒ sobre todos os números primos:
{\displaystyle \sum _{p}f(p)=f(2)+f(3)+f(5)+\cdots }     {\displaystyle \prod _{p}f(p)=f(2)f(3)f(5)\ldots .}
Similarmente,   {\displaystyle \sum _{p^{k}}f(p)\;}   e   {\displaystyle \prod _{p^{k}}f(p)\;}   significa que a soma ou produto ocorre sobre ƒ aplicada a todas as potências de primos (com expoente positivo, então 1 não é contado):
{\displaystyle \sum _{p^{k}}f(p)=f(2)+f(3)+f(4)+f(5)+f(7)+f(8)+f(9)+\cdots }
{\displaystyle \sum _{d|n}f(d)\;}   e   {\displaystyle \prod _{d|n}f(p)\;}   significa que a soma ou produto dá-se sobre todos os divisores positivos de n, incluindo 1 e n. e.g., se n = 12,
{\displaystyle \prod _{d|12}f(d)=f(1)f(2)f(3)f(4)f(6)f(12).}
As notações podem ser combinadas:   {\displaystyle \sum _{p|n}f(p)\;}   e   {\displaystyle \prod _{p|n}f(p)\;}   significa que a soma ou produto ocorre sobre todos os divisores primos de n. e.g., se n = 18,
{\displaystyle \sum _{p|18}f(p)=f(2)+f(3),}
e similarmente   {\displaystyle \sum _{p^{k}|n}f(p^{k})\;}   e   {\displaystyle \prod _{p^{k}|n}f(p^{k})\;}   significa que a soma ou produto abarca as potências de primos dividindo n. Por exemplo, caso seja n = 24,
{\displaystyle \prod _{p^{k}|24}f(p^{k})=f(2)f(3)f(4)f(8).}

## Funções multiplicativas e aditivas
Uma função aritmética a é
- Função completamente aditiva se a(mn) = a(m) + a(n) para todos os números naturais m e n;

- Função completamente multiplicativa se a(mn) = a(m)a(n) para todos os números naturais m e n;

Dois números inteiros m e n são chamados coprimos se seu máximo divisor comum é 1; i.e., se não há número primo que divida ambos.
Então uma função aritmética a é
- aditiva se a(mn) = a(m) + a(n) para todos os números naturais coprimos m e n;

- multiplicativa se a(mn) = a(m)a(n) para todos os números naturais coprimos m e n.

## Ω(n), ω(n), νp(n)  - decomposição de potências de primos
O teorema fundamental da aritmética estabelece que qualquer inteiro positivo n pode ser fatorado unicamente como um produto de potências de primos:   {\displaystyle n=p_{1}^{a_{1}}\ldots p_{k}^{a_{k}}}   onde  p1 < p2 < ... < pk são primos e aj são inteiros positivos. (1 é dado pelo produto vazio.)
É frequentemente conveniente escrever isto como um produto infinito sobre todos os primos, onde todos mas um número finito tem um expoente zero. Define-se νp(n) como o expoente da mais alta potência do primo p que divide n. I.e. se p é um dos pi então νp(n) = ai, caso contrário, é zero. Então
{\displaystyle n=\prod _{p}p^{\nu _{p}(n)}.}
Em termos do acima as funções ω e  Ω são definidas por
ω(n) = k,
Ω(n) = a1 +    a2 + ... + ak.
Para evitar repetição, sempre que possível, as fórmulas para as funções listadas neste artigo são dadas em termos de n e as correspondentes pi, ai, ω, e Ω.

O gráfico caótico de Ω(n) através dos números naturais : Começando na altura da linha vermelha, os dígitos binários menos significativos de Ω(n) de todos os inteiros positivos ímpares n abaixo de 1200 são representados por uma linha acima (dígito 1) ou uma linha abaixo (dígito 0). A substituição adicional de “↗↘” dos semiprimos sem fatores primos abaixo de 5 por apenas uma linha para baixo (aqui em azul) mesmo traz quase um equilíbrio entre os altos e baixos. Os números primos são marcados em laranja: linhas laranjas para primos que são inteiros gaussianos. Para os outros primos p restantes, o número x em laranja é tal que p = x² + y² = (x + yi) (x – yi) = –i (x + yi) (y + xi), com x < y, para x e y naturais

.

## Funções multiplicativas

### σk(n), τ(n),d(n) - somas divisoras
σk(n) é a soma das kth potências dos divisores positivos de n, incluindo 1 e n, onde k é um número complexo.
σ1(n), a soma dos dividores (positivos) de n, é normalmente notada por σ(n).
Já que um número positivo levado à potência zero é um, σ0(n) é consequentemente o número de dividores (positivos) de n; é normalmente notado por d(n) or τ(n) (do alemão Teiler = divisores).
{\displaystyle \sigma _{k}(n)=\prod _{i=1}^{\omega (n)}{\frac {p_{i}^{(a_{i}+1)k}-1}{p_{i}^{k}-1}}=\prod _{i=1}^{\omega (n)}(1+p_{i}^{k}+p_{i}^{2k}+\cdots +p_{i}^{a_{i}k}).}
Fazendo k = 0 no segundo produto temos
{\displaystyle \tau (n)=d(n)=(1+a_{1})(1+a_{2})\ldots (1+a_{\omega (n)}).}

### φ(n) - Função totiente de Euler
φ(n), a função totiente de Euler, é o número de inteiros positivos não maiores que n que são coprimos a n.
{\displaystyle \varphi (n)=n\prod _{p|n}\left(1-{\frac {1}{p}}\right)=n\left({\frac {p_{1}-1}{p_{1}}}\right)\left({\frac {p_{2}-1}{p_{2}}}\right)\ldots \left({\frac {p_{\omega (n)}-1}{p_{\omega (n)}}}\right).}

### Jk(n) – Função totiente de Jordan
Jk(n), a Função totiente de Jordan, é o número de k-tuplas de números inteiros positivos menores ou iguais a n que formam uma (k + 1)-tupla de números co-primos com n. É uma generalização da função totiente de Euler, φ(n)  = J1(n).
{\displaystyle J_{k}(n)=n^{k}\prod _{p|n}\left(1-{\frac {1}{p^{k}}}\right)=n^{k}\left({\frac {p_{1}^{k}-1}{p_{1}^{k}}}\right)\left({\frac {p_{2}^{k}-1}{p_{2}^{k}}}\right)\ldots \left({\frac {p_{\omega (n)}^{k}-1}{p_{\omega (n)}^{k}}}\right).}

### μ(n) - Função de Möbius
μ(n), a função de Möbius, é importante por causa da fórmula da inversão de Möbius. Ver convolução de Dirichlet, abaixo.
{\displaystyle \mu (n)={\begin{cases}(-1)^{\omega (n)}=(-1)^{\Omega (n)}&{\mbox{if }}\;\omega (n)=\Omega (n)\\0&{\mbox{if }}\;\omega (n)\neq \Omega (n).\end{cases}}}
Isto implica que μ(1) = 1. (Porque Ω(1) =  ω(1) = 0.)

### τ(n) - Função tau de Ramanujan
τ(n), a função tau de Ramanujan, é definida por sua identidade da função geradora:
{\displaystyle \sum _{n\geq 1}\tau (n)q^{n}=q\prod _{n\geq 1}(1-q^{n})^{24}.}
Embora seja difícil dizer exatamente o que "propriedade aritmética de n" "expressa", (τ(n) é (2π)−12 vezes o coeficiente de Fourier nth na expansão q da forma modular da função discriminant modular) que seja incluída entre as funções aritméticas, porque é multiplicativa e ocorre em identidades envolvendo certas funções σk(n) e rk(n) (porque estas são também coeficientes na expansão das formas modulares).

### cq(n) - Soma de Ramanujan
cq(n), Função soma de Ramanujan. É a soma das n-ésimas potências da q-ésima raiz da unidade:
{\displaystyle c_{q}(n)=\sum _{\stackrel {1\leq a\leq q}{\gcd(a,q)=1}}e^{2\pi i{\tfrac {a}{q}}n}.}
Mesmo que seja definido como uma soma de números complexos (irracionais para a maioria dos valores de q), é um número inteiro. Para um valor fixo de n multiplicativo em q:
Se q e r são coprimos, {\displaystyle c_{q}(n)c_{r}(n)=c_{qr}(n).\;}
Muitas das funções mencionadas neste artigo tem expansões como séries envolvendo estas somas; veja o artigo soma de Ramanujan para exemplos.

## Funções completamente multiplicativas

### λ(n) – Função de Liouville
λ(n), a função de Liouville é definida por
{\displaystyle \lambda (n)=(-1)^{\Omega (n)}.\;}

### χ(n) – Caráteres
Todos os caráteres de Dirichlet χ(n) são completamente multiplicativos. Um exemplo é o caráter não-principal (mod 4) definido na introdução. dois caráteres possuem notações especiais:
A notação do caráter principal (mod n) é χ0(a) (ou  χ1(a)). É definido como
{\displaystyle \chi _{0}(a)={\begin{cases}1&{\mbox{se }}\gcd(a,n)=1,\\0&{\mbox{se }}\gcd(a,n)\neq 1.\end{cases}}}
A notação do caráter quadrático (mod n) é o símbolo de Jacobi para ímpares n (não é definido para n par.):
{\displaystyle {\Bigg (}{\frac {a}{n}}{\Bigg )}=\left({\frac {a}{p_{1}}}\right)^{a_{1}}\left({\frac {a}{p_{2}}}\right)^{a_{2}}\cdots \left({\frac {a}{p_{\omega (n)}}}\right)^{a_{\omega (n)}}.}

Na fórmula {\displaystyle ({\tfrac {a}{p}})} é o símbolo de Legendre, definido para todos os inteiros a e todos os primos ímpares p
{\displaystyle \left({\frac {a}{p}}\right)={\begin{cases}\;\;\,0{\mbox{ se }}a\equiv 0{\pmod {p}}\\+1{\mbox{ se }}a\not \equiv 0{\pmod {p}}{\mbox{ e para algum inteiro }}x,\;a\equiv x^{2}{\pmod {p}}\\-1{\mbox{ se não existe tal }}x.\end{cases}}}
Seguindo a convenção para o produto ter sentido, {\displaystyle \left({\frac {a}{1}}\right)=1.}